# Óculos de sol

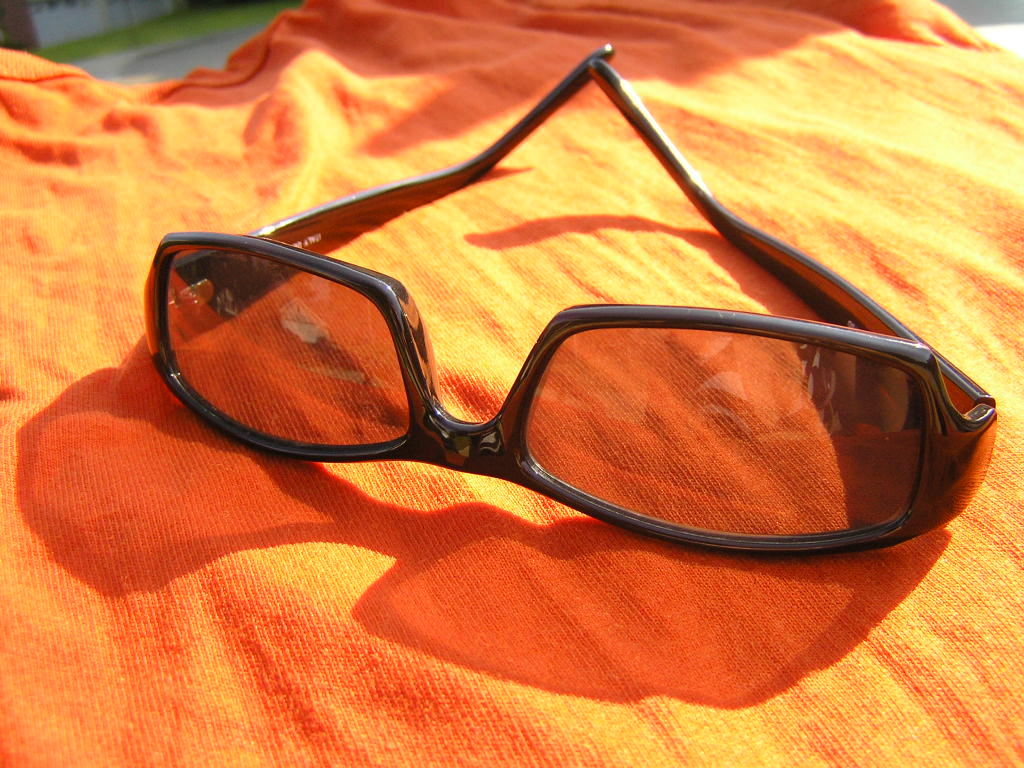
Óculos de sol de cor marrom.

Óculos de sol (ou óculos escuros) são acessórios que tem por finalidade proteger os olhos dos raios solares, tanto no verão quanto no inverno, pois nesta estação também há dias de luminosidade intensa, com raios que podem ser prejudiciais. As lentes dos óculos podem ser coloridas ou escuras, para diminuir a quantidade de luz que penetra nos olhos. 
Visam proporcionar maior conforto para a visão em dias de sol forte, proteger os olhos dos raios solares prejudiciais à saúde ocular, prevenindo o envelhecimento precoce e outras doenças oculares e, por fim, o papel de acessório, sendo usado por vaidade, moda ou por nos fazer sentir mais bonitos, elegantes.
O uso dos óculos com fins exclusivamente estéticos por vezes leva o consumidor a adquirir lentes que não trazem proteção adequada aos olhos ou, às vezes, criam distorções e até dioptrias pontuais. Isto tem causado graves problemas oculares na população, como a presbiopia precoce, câncer e, em alguns casos, a perda da visão.

## História

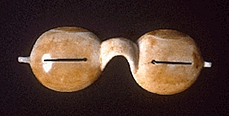
Os óculos de neve inuit funcionam reduzindo a exposição à luz solar e não sua intensidade

Nos tempos pré-histórico e histórico, os povos inuítes usavam "óculos" de marfim achatados, olhando através de fendas estreitas para bloquear os raios nocivos refletidos pelo sol.
Dizem que a primeira lente escura conhecida foi uma lâmina verde usada pelo imperador romano Nero, no século I, que gostava de assistir lutas de gladiadores usando elas, que teriam sido feitas ou esmeraldas cortadas ou, segundo Miguel Giannini, do Museu dos Óculos Gioconda Giannini, a lente de Nero provavelmente de vidro. Estas, no entanto, parecem ter funcionado como espelhos. Óculos de sol feitos de vidros planos de quartzo esfumaçado, que não ofereciam poderes corretivos, mas protegiam os olhos do clarão, foram usados na China no século XII ou possivelmente antes. Documentos antigos descrevem o uso desses óculos de sol de cristal por juízes dos antigos tribunais chineses para ocultar suas expressões faciais enquanto interrogavam testemunhas.

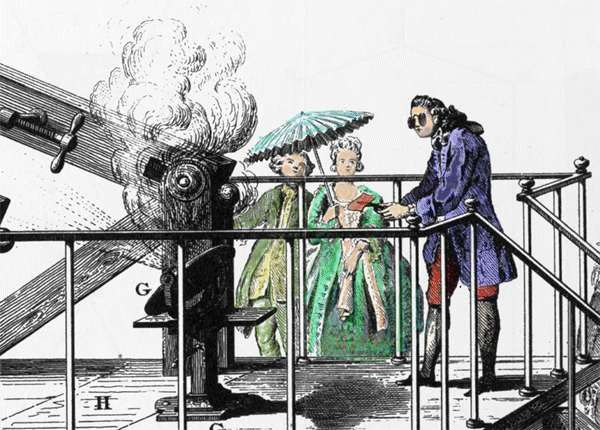
Antoine Lavoisier conduzindo um experimento relacionado à combustão gerada pela luz solar amplificada.

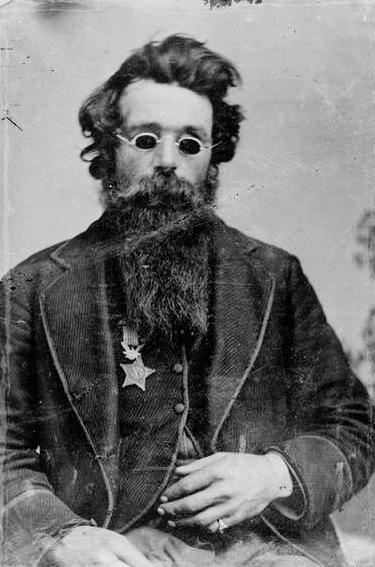
Jefferson Coates, 1870

O primeiro par de óculos com lentes escuras e armação surgiu na Alemanha, no século XIII, ainda pesado e desconfortável. Foram os franceses, no século seguinte, que introduziram um novo design e o nome de pince-nez (pinça de nariz), porque ficava preso na ponta do nariz. O modelo com duas hastes laterais, como os atuais, surgiu apenas no século XVII e, até o século XX, era feito sempre com lentes verdes. Na década de 60, esse cristal, pesado, foi substituído pelo acrílico e pelo policarbonato. As lentes coloridas tornaram-se moda na década de 70. Hoje, as mais usadas são verdes, marrons, cinzas e pretas, que absorvem mais de 80% da luz solar.
James Ayscough começou a experimentar lentes coloridas em óculos em meados do século XVIII, por volta de 1752. Estes não eram "óculos de sol", como esse termo é agora usado; Ayscough acreditava que o vidro azul ou verde poderia corrigir deficiências visuais específicas. A proteção dos raios do sol não era uma preocupação para ele. Uma das primeiras representações sobreviventes de uma pessoa usando óculos escuros é do cientista Antoine Lavoisier em 1772. 
Óculos coloridos amarelo/âmbar e marrom também eram um item comumente prescrito para pessoas com sífilis no século XIX e no início do século XX, porque a sensibilidade à luz era um dos sintomas da doença. 

### Desenvolvimentos modernos

Efeito do par de filtros polarizados

Em 1913, as lentes Crookes foram introduzidas, feitas de vidro contendo cério, que bloqueiam a luz ultravioleta. No início dos anos 20, o uso de óculos de sol começou a se espalhar, principalmente entre as estrelas de cinema. Óculos de sol baratos produzidos em massa e feitos a partir de celuloide foram produzidos pela primeira vez por Sam Foster em 1929. Foster encontrou um mercado pronto nas praias de Atlantic City, Nova Jersey, onde começou a vender óculos de sol com o nome de Foster Grant a partir de um Woolworth no calçadão. Em 1938, a revista Life escreveu sobre como os óculos de sol eram uma "nova moda para usar nas ruas da cidade ... uma afetação favorita de milhares de mulheres em todo os EUA". Ela afirmava que 20 milhões de óculos de sol foram vendidos nos Estados Unidos em 1937, mas estimou que apenas cerca de 25% dos usuários americanos precisavam deles para proteger seus olhos. Os óculos de sol polarizados foram disponibilizados pela primeira vez em 1936, quando Edwin H. Land começou a fazer lentes com seu filtro Polaroid patenteado. Em 1947, a Armorlite Company começou a produzir lentes com resina CR-39.
Atualmente, Xiamen, China, é a maior produtora mundial de óculos de sol, com seu porto exportando 120 milhões de pares a cada ano.

## Benefícios para a saúde
Óculos de sol só são efetivos contra os raios UVA e UVB, que podem atingir os olhos, favorecendo o surgimento de lesões ou doenças oculares, como a catarata, o pterígio e o envelhecimento prematuro, quando suas lentes são polarizadas.  
É fundamental que as lentes escuras recebam o filme polarizador, pois, por reduzirem a luminosidade, fazem com que a pupila dilate e seja ainda mais atingida pelos raios UVA e UVB. 
O uso de óculos escuros com lentes polarizadas é essencial para alguns profissionais, especialmente os que se expõe ao sol por muito tempo, como patrulheiros, guarda-vidas, construtores e trabalhadores de rodovias, porteiros de empresas em guaritas, policiais, viajantes e outros.
Para que eles não sofram consequências mais graves com o decorrer dos anos, faz-se necessário que orientação de oftalmologistas para a aquisição de um equipamento adequado ao usuário. 

## Personalização
Antigamente, quando apenas o vidro era utilizado para produzir lentes escuras, as tonalidades eram limitadas pela capacidade de pigmentação dos minerais, sendo o verde escuro a mais comum. Após a criação das lentes orgânicas, com materiais como o acrílico e o policarbonato, as possibilidades de tingimento das lentes aumentaram muito, incluindo até mesmo efeitos como o degradê.
Pessoas que têm doenças oculares como miopia e hipermetropia podem solicitar que suas lentes escuras também sejam corretivas, ou adquirir lentes com tecnologia fotossensível, que escurecem conforme são expostas à luz. 

## Modelos

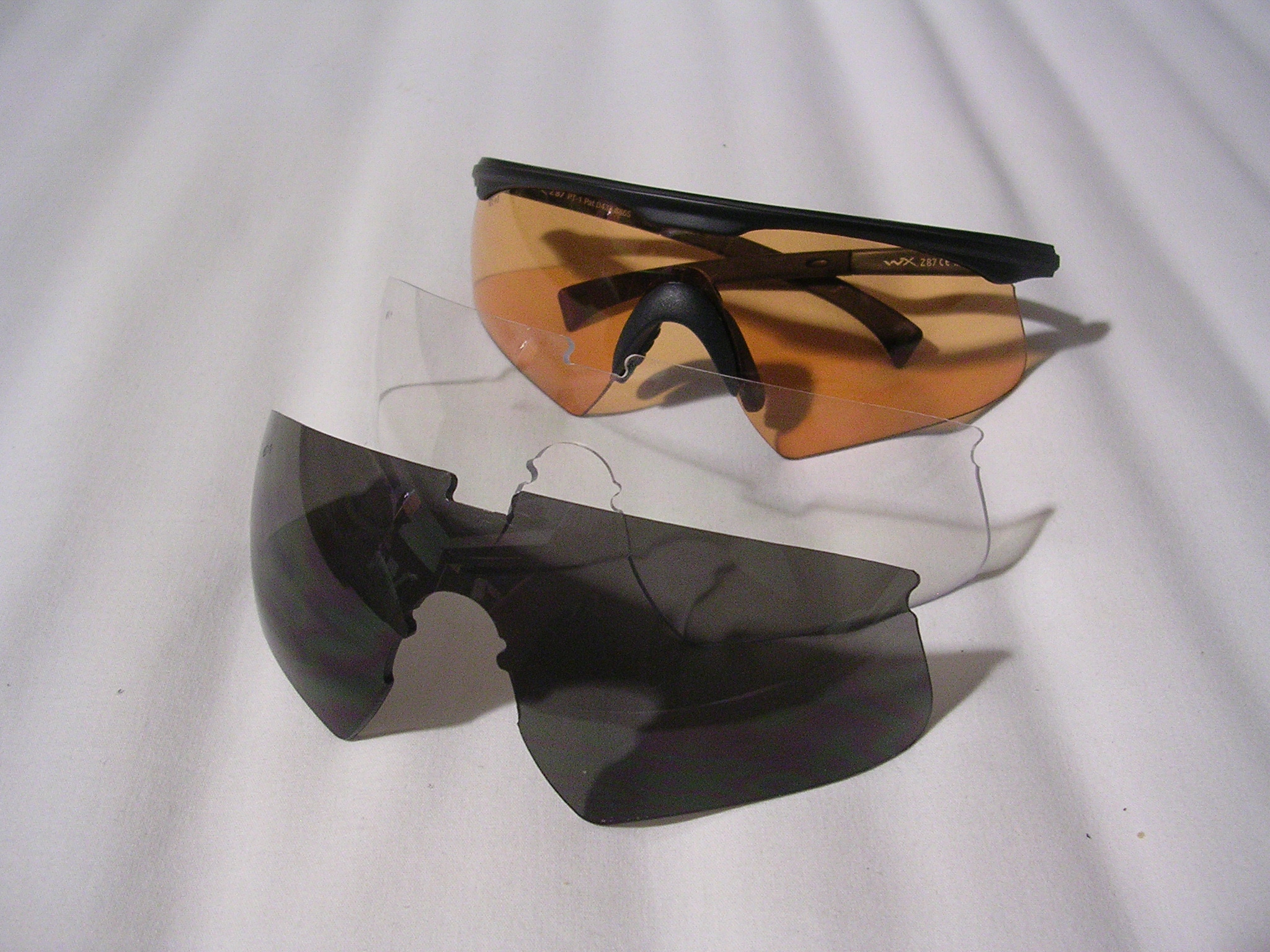
Lentes diversas

As armações variaram ao longo dos anos, podendo ser curvilíneas, redondas, ovais ou aviadores e com  cores diversas como vermelho, verde, azul, branco, etc. Para cada formato de rosto, recomenda-se um modelo diferente de armação de óculos:
• Para rostos ovais, praticamente todos os modelos de óculos favorecem, recomendando-se  não escolher modelos muito largos, que podem "sair" do formato do rosto, parecendo inadequados;  
• Para rostos redondos, devem ser usados óculos que deem a ilusão de um rosto mais fino e longo. Para isso, recomenda-se o uso de armações do mesmo tamanho ou maiores que o rosto, com linhas retas e angulares. Não se recomenda o uso de óculos redondos; 
• Para rostos quadrados, as armações curvilíneas, redondas ou ovais são as mais recomendadas, assim como as lentes sem armação inferior, suavizando e definindo o rosto;
• Para rostos retangulares, a opção são modelos redondos, equilibrando o rosto com queixo ou testa proeminente;
• Para rostos triangulares (rosto mais fino em cima do que embaixo), o ideal são óculos com armação superior estreita e lentes redondas ou ovais, como o modelo aviador;
• Para rostos triangulares invertidos (rosto mais largo em cima do que em baixo), é recomendada uma armação de preferência sem aros.
• Para rostos com formato de diamante, as recomendações são modelos ovais ou sem aros, para que haja a ilusão de largura maior acima das maçãs do rosto, complementando as bochechas mais salientes. 
.